# Hydraena hansreuteri
Hydraena hansreuteri är en skalbaggsart som beskrevs av Manfred A. Jäch och Díaz 2005. Hydraena hansreuteri ingår i släktet Hydraena och familjen vattenbrynsbaggar. Inga underarter finns listade i Catalogue of Life.